# Баранчеев, Иван Николаевич
Иван Николаевич Баранчеев (1832—1868) — российский публицист и прозаик.

## Биография
Из дворян. Сын отставного штаб-ротмистра. Рано осиротел, учился в Московском университете, но курса не окончил. В конце 1850-х гг. по настоянию родственников определён в военную службу юнкером; принимал участие в Кавказской войне (1817―1864). После длительной болезни вышел в отставку в чине поручика. Много ездил по крепостям и станицам Кавказа, изучая местную жизнь и нравы; сильно нуждался. В середине 1860-х гг. жил в Георгиевске  Ставропольской губернии. Сблизился с литераторами, редакторами издаваемой на русском языке газеты «Кавказ» Ф. Ф. Бобылёвым (1861―1863) и особенно Э. И. Шварцем (1864―1867). На страницах газеты «Кавказа» были напечатаны все сочинения Баранчеева, в том числе его первая публикация «Физиологические очерки некоторых кавказских личностей. Очерк 1» (1860) ― программное произведение, в котором Баранчеев в духе натуральной школы ставит перед собой задачу изучения кавказских типов и русского населения Кавказа. Начиная с обширного очерка «Бернин» (1860), рисующего различные типы юнкеров в условиях социального расслоения Кавказской армии, в центре произведений Баранчеева ― явно автобиографичный образ наивно-романтического, с обострённым чувством справедливости и собственного достоинства молодого армейца; критика армейского быта, нравов казачьей станицы, военной и чиновничьей среды даются Баранчеевым в рассказах 1860-х гг. сквозь призму сознания «своего» героя. Баранчеев затрагивал проблемы ломки отживших норм жизни, мышления, женский вопрос: «Слабые нервы» (1861), «В карауле» (1861), «Жена-ребёнок» (1862), «Увлечения» (1865), очерк «Из прошлого» (1865). В рассказе «Первый набег» (1861) явно прослеживается влияние Л. Н. Толстого.
В посвящённых тем же темам крупных произведениях Баранчеева, композиционно невыстроенных, растянутых, повесть ― «Домашний учитель» (1866), роман
«Крепости и станицы» (1866) ― автор стремится к трезвому описанию фактов разного рода злоупотреблений, лести и низкопоклонства», падения военной чести и пустоты провинциальной жизни. Повесть «Кавказские авантюрьеры» (первоначально «Кавказ», 1861; 1866), написанная в необычном для писателя жанре авантюрного романа, в основе которого ― жизнь и исповедь «падшего» героя-отщепенца, обрамлённая драматическими и мелодраматическими судьбами многочисленных героев, не выдержавших испытания жизнью; действие повести разворачивается главным образом на бытовом фоне русского общества в Пятигорске.